# Es begann mit einem Kuß
Es begann mit einem Kuß (Originaltitel: The Big Lift; Alternativtitel: Die viergeteilte Stadt) ist ein 1949 entstandener semidokumentarischer Film von George Seaton zur Zeit der Berliner Luftbrücke. Uraufgeführt wurde er am 26. April 1950 in den USA. Die Hauptrollen sind mit Montgomery Clift und Cornell Borchers besetzt. 

## Handlung
Sgt. Danny MacCulluogh und Sgt. Hank Kowalski kommen im Jahre 1949 mit ihrer Fliegerstaffel nach Berlin, um ihre Kameraden bei der Aufrechterhaltung der Luftbrücke zu unterstützen. Am Flughafen lernt MacCulluogh bei einer offiziellen Feier, bei der – für die Presse inszeniert – Berliner symbolisch den amerikanischen Flugbesatzungen der Luftbrücke ihre Dankbarkeit zeigen, die deutsche Trümmerfrau Friederike Burkhardt kennen. Danny kann sich freinehmen und verbringt einen ereignisreichen Tag mit der jungen Frau im zerstörten Berlin, lernt auch ihre Lebensumstände kennen und verliebt sich in sie.
Sein Kamerad Hank Kowalski, der eine deutsche Geliebte namens Gerda hat, steht der Beziehung allerdings skeptisch gegenüber. Er hat in deutscher Kriegsgefangenschaft schlechte Erfahrungen mit den Deutschen gemacht und hält die Gesamtbevölkerung für schuldig an der Misere des Landes. Seine eigene Freundin behandelt er entsprechend schlecht, während Danny den Deutschen sehr offen und freundlich gegenübersteht.
Danny beabsichtigt, Friederike zu heiraten, ohne zu wissen, dass sie ihn nur benutzt, um in die Vereinigten Staaten zu ihrem Geliebten zu kommen. Kurz vor der Hochzeit fliegt dieses doppelte Spiel jedoch auf.

## Produktionsnotizen
Produziert wurde der Film von Centfox. In der Bundesrepublik Deutschland kam Es begann mit einem Kuß erstmals am 24. April 1953 in die Kinos. Am 7. Mai 1989 strahlte die ARD den Film im englischen Originalton mit deutschen Untertiteln aus. 

## Kritik
„Berliner Zeit- und Lokalkolorit machen den oberflächlichen, pathetischen, nach einem Tatsachenbericht gedrehten Film immerhin ansehenswert.“

Cinema sprach von einer „kitschige[n] Liebesschmonzette vor dem Hintergrund der Berliner Luftbrücke… Kein Höhenflieger“.

## Auszeichnung
Der Film wurde im Jahr 1951 für die Förderung der internationalen Verständigung für den Golden Globe Award nominiert.